# La ballata di Black Tom
La ballata di Black Tom è una novella fantasy / horror del 2016 di Victor LaValle, che rivisita L'orrore a Red Hook di H. P. Lovecraft, immergendolo nella realtà degli afroamericani della New York degli anni venti.

## Trama
Nel 1924, nel quartiere di Harlem, Tommy Tester è un piccolo spaccone la cui veste regolare come musicista di strada lo mette in contatto con il solitario milionario Robert Suydam, che vuole che partecipi a uno schema nefasto che coinvolge i Grandi Antichi.

## Apprezzamenti
La Ballata of Black Tom ha vinto lo Shirley Jackson Award 2016 come miglior novella, ed è stato finalista per il Bram Stoker Award 2016, il Nebula Award 2016 come miglior novella, 2017 British Fantasy Award come miglior novella, Theodore Sturgeon Award 2017, Hugo Award 2017 per Best Novella, e il World Fantasy Award-Long Fiction 2017.
Slate lo ha definito "avvincente", "intelligente" e "avvincente", notando il paragone di LaValle di "indifferenza cosmica" a malignità razziale e brutalità mirate. Vice lo ha descritto come "strettamente scritto, meravigliosamente raccapricciante e politicamente risonante", e sottolineò che, nonostante la sua natura di "confutazione" letteraria, è ancora "un'entusiasmante storia di mistero, mostri e follia" lovecraftiana.
Nina Allan ha elogiato LaValle per "fare (...) (di) 'The Horror at Red Hook' una storia vera (...) con personaggi reali con motivazioni vere: un'affermazione che non può essere fatta con sicurezza per il racconto originale" , ma ha osservato che - se confrontato con la vivida "follia" della scrittura di Lovecraft - la prosa di LaValle è "radicata e sana sia nella mente che nel corpo" e in definitiva "pedone". Al contrario, il Philadelphia Inquirer preferì le "frasi acute e dirette" di LaValle alla "prosa spugnosa" di Lovecraft. 

## Edizioni
- (EN)  The Ballad of Black Tom, 2016.
- La ballata di Black Tom, traduzione di Laura Sestri, Milano, Hypnos, 2017, ISBN 9788896952573.

## Adattamenti
Nel 2017, AMC ha annunciato di pianificare un adattamento televisivo per La ballata di Black Tom, con LaValle come coproduttore esecutivo.